# Ary Lobo
Gabriel Eusébio dos Santos „Ary“ Lobo (* 14. August 1930 in Fortaleza; † 22. August 1980) war ein brasilianischer Musiker der Música Popular Brasileira (Gesang, Komposition).

## Leben und Wirken
Ary Lobo stammte aus einer armen Familie in Belém im Norden Brasiliens, verkaufte schon als Teenager Kohle, die von Zügen fiel, und arbeitete auf der Marinebasis seiner Heimatstadt. Schließlich nahm er an einem Talentwettbewerb teil. Der Erfolg führte dazu, dass ihn die lokale Radiostation als Sänger anheuerte. Lobo sang im Stil des Forró, einem Stil der nordostbrasilianischen Roots-Musik. In den 1950er-Jahren verließ er seine Heimat Belém und zog nach Rio de Janeiro, um einen Plattenvertrag zu bekommen. Nach einem gescheiterten ersten Vorsingen nahm Lobo zwischen 1956 (Último Pau De Arara) und 1966 (Quem É O Campeão?) über ein Dutzend erfolgreiche Alben und Singles für RCA Victor auf wie „Evolução“, „Menino Prodígio“, „Quixeramobim“ und „Renda Dá“.
Ende der 1960er-Jahre ebbte die Forró-Begeisterung ab und Bossa Nova wurde populär. Ary Lobo zog bis zu seinem Lebensende von Stadt zu Stadt, um weiterhin in Nachtclubs auftreten zu können. Bis 1979 folgten Alben für weitere Label, wie Cantagalo, SOM und Beverly. Er starb verarmt am 22. August 1980; davor hatte er sein ganzes Geld für Ärzte und Medikamente ausgegeben.
„Wirbelndes Akkordeon und perkussive Muster [...] begleiten Lobs fröhlichen Gesang“, schrieb Maria Barrios; sein sanfter Gesangsvortrag verläuft nahtlos im Zickzack durch ein Repertoire, das afro-brasilianische Stile wie Baião, Batuque und Côco umfasst. Lobos Musik repräsentierte die Not und Freude des ländlichen Lebens und ging auf indigene, europäische und afrikanische Musik zurück. Er etablierte sich als einer der bedeutendsten Botschafter des nordöstlichen brasilianischen Liedschaffens.

## Diskographische Hinweise
- Grandes Sucessos (1998)
- Ary Lobo (BMG, 2004)
- Forró com Ary Barroso (BMG, 2004)
- Poeira de Ritmos (BMG, 2004)
- Zé Mané (BMG, 2004)
- Brasil Popular(MSI/Sony BMG, 2006)
- Ary Lobo 1958–1966